# مسجد بنتن الكبير
مسجد بنتن الكبير هو واحد من أقدم المساجد في إندونيسيا والذي يملك قيمة تاريخية كبيرة، ويزور المسجد في كل يوم زوار من العديد من الأمكان ليس فقط من بنتن وجاوة الغربية، ولكن أيضا من مختلف المناطق في جاوة، المسجد هو عبارة عن برج مشابه لشكل بناء المنارة، وقد بني هذا المسجد لأول مرة من قبل مولانا السلطان حسن الدين (1552 - 1570) السلطان الأول من سلاطين بنتن.

## الموقع
يقع الجامع الكبير في بنتن على بعد نحو 10 كيلومتر من شمال سيرانغ، يمكن الوصول إلى المسجد عن طريق السيارة أو وسائل النقل العام من المحطة الطرفية باكوباتن، أما من سيرانج فيمكن الوصل للمسجد عن طريق الحافلة أو سيارة النقل في المدينة وتبعد عن المسجد لحوالي نصف ساعة .

## العمارة
واحدة من خصوصيات المسجد المرئية تكدس خمس طبقات من السقف على سطح المبنى الرئيسي، وهو مشابه للمعابد والمباني الصينية، وقد تم بناء اثنتين من الشرفات في وقت لاحق، لتكون مكملة للجانبين الشمالي والجنوبي من المبنى الرئيسي، في المسجد هناك مقبرة بنتن التي دفن فيها السلاطين وعائلاتهم، وفي المسجد قبر مولانا السلطان حسن الدين وزوجته السلطان اجونج تيرتاياسا والسلطان أبو ناصر عبد القهار، بينما على الجانب الشمالي من الرواق الجنوبي هناك قبر مولانا السلطان محمد زين العابدين سلطان وغيرهم، للمسجد جناح إضافي يقع على الجانب الجنوبي من تصميم بناء المسجد، الجناح مكون من طابقين مستطيلة الشكل مع الطراز المعماري الهولندي القديم، وقد صمم هذا المبنى المهندس المعماري الهولندي هندريك لوكاز كارديل.

## البرج
يقع البرج الذي هو سمة مميزة لمسجد بنتن في الجزء الشرقي من المسجد، ويتكون البرج من الطوب بارتفاع حوالي 24 متر وقطره من الأسفل يبلغ حوالي 10 متر، للوصول إلى نهاية للبرج هناك 83 درجة يجب قطعها من أسفل القاعة، والتي يمكن عبورها إلا من قبل شخص واحد فقط، ويمكن رؤية المشهد حول المسجد والمياه البحرية من الجزء العلوي للبرج، في الماضي وبصرف النظر عن استخدام المسجد للصلاة، الا أن الذي أنشأ البرج الهولندي هندريك لوكاز كارديل استخدم البرج كمكان لتخزين الأسلحة.